# Shani Rhys James
Shani Rhys James MBE (née en mai 1953) est une peintre galloise basée à Llangadfan, Powys. Elle a été décrite comme « sans doute l'une des peintres les plus passionnantes et les plus accomplies de sa génération » et « l'une des artistes vivantes les plus importantes du Pays de Galles ». Elle a été élue à la Royal Cambrian Academy of Art en 1994. Lors des Honneurs du Nouvel An en 2006, elle a été nommée membre de l'Ordre de l'Empire britannique (MBE) pour « services rendus à l'art ».

## Biographie

### Jeunesse
Shani Rhys James est née en mai 1953 à Melbourne, en Australie, fille d'un père gallois et d'une mère australienne et est arrivée au Royaume-Uni lorsqu'elle était enfant. À six ans, Rhys James a souffert de thrombocytopénie. Elle décrit ce temps passé en dehors de l'école comme étant importante pour lui permettre de jouer, d'entrer dans un état de jeu enfantin et de développer son imagination au cours de ces premières années importantes. Grandir en Australie au cours de ses premières années a été, selon elle, un facteur particulier de son enfance contribuant à sa décision de faire de l'art une carrière. Sa mère lui a dit de ne pas aller à l'école d'art car les meilleurs artistes qu'elle connaissait n'y allaient pas. Elle a cependant été encouragée du fait de rester avec Charles Blackman et d'avoir eu des amis artistes durant son enfance. Le théâtre a également eu une grande influence puisque la mère de Rhys James était actrice. La production constante de décors, d'accessoires et de costumes de théâtre ainsi que la répétition de pièces faisaient partie de l'environnement qui l'entourait durant son enfance.

### Éducation et formation
Son début d'éducation a eu lieu à Eltham, en Australie, de 5 à 9 ans, puis à la Parliament Hill Girls School de Londres.Rhys James a étudié au Loughborough College of Art and Design et a obtenu en 1976 un diplôme en beaux-arts à la Saint Martin's School of Art, à Londres.

### Carrière
Elle a ensuite déménagé à Powys pour vivre et travailler, emmenant sa jeune famille avec elle.
Rhys James est particulièrement connue pour ses autoportraits mélancoliques. Son Studio with Gloves de 1993 la montre assise dans son studio. Lorsqu'elle ne se peint pas elle-même, elle peint généralement d'autres femmes, des natures mortes, des scènes domestiques ou des vases de fleurs « épineux et rugissants ». Le critique d'art Michael Glover déclare : « Il y a quelque chose de fou, de sauvage et de voyou dans cette œuvre, telle est son absence totale de retenue. Elle semble avaler la couleur... Elle badigeonne et étale la peinture avec une sorte de joie effrénée. Non étonnant que les yeux du modèle soient toujours légèrement bulbeux avec une sorte d'émerveillement enfantin". Des estampes, des études au fusain et à l'encre sont également réalisées par Rhys James ainsi que des peintures.
Rhys James a été élue à la Royal Cambrian Academy of Art et au 56 Group Wales.
En 2011, l'artiste et animateur Rolf Harris a inclus Rhys James dans une série télévisée de la BBC sur les « grands » artistes gallois. Elle était la seule artiste vivante incluse. Harris a peint un autoportrait dans le style de Rhys James, en utilisant un petit miroir à main et en regardant son visage « comme un paysage ».
Rhys James a exposé dans toute l'Europe, et aussi aux États-Unis, à Hong Kong, en Nouvelle-Zélande et en Australie. Elle a été représentée par la Martin Tinney Gallery, Cardiff.

## Expositions personnelles
Répertorié sur la page Web de BBC Wales Arts, sauf indication contraire.
- 1992 – Beaux-Arts, Bath
- 1993 – Blood Ties, Wrexham Library Arts Centre, exposition itinérante
- 1994 – Galerie d'art Glyn Vivian, Swansea ; Centre d'art des Midlands, Birmingham ; Musée et galerie d'art de Newport ; Galerie d'art Carmarthen
- 1995 – Galerie Martin Tinney, Cardiff
- 1996 – Re-Vision, Fettered Past, Midlands Art Centre, Birmingham
- 1997 – Facing the Self, Mostyn Art Gallery, Llandudno, également en tournée
- 2000 – The inner Room, Stephen Lacey Gallery, Londres
- 2003 – Significant Paintings, Musée d'art moderne du Pays de Galles, Machynlleth
- 2003 – Peintures récentes, Martin Tinney Gallery, Cardiff
- 2004 – The Black Cot, exposition itinérante du Aberystwyth Arts Centre
- 2005 – Layers, Galerie Martin Tinney, Cardiff
- 2008 – Galerie Martin Tinney, Cardiff
- 2009 – Two Ateliers, Connaught Brown Gallery, Londres
- 2010 – Galerie Martin Tinney, Cardiff
- 2010 – Hillsboro Fine Art, Dublin
- 2014 – Florilingua, installation dans le foyer du Wales Millennium Centre, Cardiff[11]
- 2015 – Distillation, exposition phare du travail de Shani Rhys James à la Bibliothèque nationale du Pays de Galles, Aberystwyth[12]

## Prix et récompenses
- 1989 Premier prix, Wales Open, Aberystwyth Arts Centre
- 1990 Deuxième prix, Wales Open, Aberystwyth Arts Centre
- 1991 Premier prix, Mostyn Open, Oriel Mostyn, Llandudno
- 1992 Médaille d'or des beaux-arts, National Eisteddfod du Pays de Galles
- 1993 Hunting Art Prize /Observer Art Prizes[13]
- 1994 Membre élue du 56 Group Wales
- 1994 Membre élue de la Royal Cambrian Academy
- 1994 Lauréate du BBC Wales Visual Art Award 1994
- 1994 Deuxième prix, BP National Portrait Award[1]
- 2003 Femme de culture, Prix de la femme galloise de l'année
- Lauréate 2003 du Jerwood Painting Prize
- 2006 Creative Wales Award, Conseil des Arts du Pays de Galles
- 2007 Bourse d'honneur, Institut de l'Université du Pays de Galles à Cardiff
- 2007 Glyndwr Award pour une Contribution Exceptionnelle aux Arts au Pays de Galles, présenté par MOMA Wales[1]
- Bourse d'honneur 2008, Hereford College of Art

## Vie privée
Rhys James est mariée à l'artiste Stephen West et a deux enfants. Bien qu'elle soit largement considérée comme galloise, elle est titulaire d'un passeport australien et se décrit comme une « Celte bâtarde ».
Elle a acheté une résidence secondaire en Charente, France (2010), où elle passe beaucoup de temps.

## Voir également
- What Do Artists Do All Day ?